# Schlachtgeschwader 102
102-га штурмова ескадра (нім. Schlachtgeschwader 102 (SG 102) — ескадра штурмової авіації Люфтваффе за часів Другої світової війни.

## Історія
102-гу штурмову ескадру було сформовано 18 жовтня 1943 року на авіабазі Париж-Орлі в окупованій Франції шляхом перейменування Sturzkampfgeschwader 102. Штаб цієї ескадри був сформований зі штабу ескадри SG 102, а I та II групи SG 102 стали відповідно I та II групами 102-ї штурмової ескадри.
У листопаді 1943 року вся ескадра перебазувалася до Дойч-Брод в окупованій Німеччиною Чехословаччині, де вона залишалася до жовтня 1944 року. Там вона була підпорядкована 2-й навчальній авіаційній школі 10-го повітряного флоту.
Ескадра використовувалася як навчальний штурмовий підрозділ протягом усього свого існування і тому не виконувала жодних бойових завдань. 4 лютого 1945 року вона була розформована в Гогензальці та Рузиному поблизу Праги.

## Командування

### Командири SG 102
- майор Бернард Гаместер (18 жовтня 1943 — 7 листопада 1944)
- майор Карл Генце (15 листопада 1944 — 4 лютого 1945)

### Командири I./SG 102
- гауптман Зігфрид Гебель (18 жовтня 1943 — 19 червня 1944)
- гауптман Фріц Айєр (20 червня — 14 жовтня 1944)
- гауптман Рудольф Браун (15 жовтня 1944 — 4 лютого 1945)

### Командири II./SG 102
- гауптман Фріц Айєр (18 жовтня 1943 — 24 січня 1944)
- гауптман Рудольф Браун (25 січня — 14 жовтня 1944)
- гауптман Фріц Айєр (14 жовтня 1944 — 9 січня 1945)
- майор Франк Нойберт (10 січня — 4 лютого 1945)

## Основні райони базування 102-ї штурмової ескадри

### Основні райони базування SG 102
| 18 жовтня — листопад 1943    | Париж-Орлі | Fw 190 |
| листопад 1943 — жовтень 1944 | Дойч-Брод  | Fw 190 |
| жовтень 1944 — 4 лютого 1945 | Гогензальц | Fw 190 |

### Основні райони базування I./SG 102
| 18 жовтня — листопад 1943     | Париж-Орлі        | Fw 190 |
| листопад 1943 — березень 1944 | Дойч-Брод         | Fw 190 |
| березень — жовтень 1944       | Чеські Будейовиці | Fw 190 |
| жовтень 1944 — 4 лютого 1945  | Гогензальц        | Fw 190 |

### Основні райони базування II./SG 102
| 18 жовтня 1943 — вересень 1944 | Дойч-Брод    | Fw 190 |
| вересень 1944 — 4 лютого 1945  | Прага-Рузине | Fw 190 |